# Rouvroy-Ripont
Pour les articles homonymes, voir Rouvroy.
Rouvroy-Ripont est une commune française, située dans le département de la Marne en région Grand Est.
Comptant environ 80 habitants en 1911, la commune a été en grande partie détruite par la Première Guerre mondiale. Peu d'habitants sont venus y revivre ce qui en fait la commune la moins peuplée de la Marne et l'une des moins peuplées de France.

## Géographie

### Localisation
Rouvroy-Ripont est un village rural situé à 20 km au sud de Vouziers, 46 km à l'ouest de Verdun, 19 km au nord-ouest de Sainte-Menehould, 40 km au nord-est de Châlons-en-Champagne et 51 km à l'est de Reims.
La commune se trouve dans la zone d'emploi de Châlons-en-Champagne et dans le bassin de vie de Vouziers.

### Communes limitrophes
Les communes limitrophes sont  Cernay-en-Dormois, Fontaine-en-Dormois, Gratreuil, Minaucourt-le-Mesnil-lès-Hurlus et Sommepy-Tahure.
| Sommepy-Tahure                  | Gratreuil, Fontaine-en-Dormois |                   |
|                                 | Rouvroy-Ripont                 |                   |
| Minaucourt-le-Mesnil-lès-Hurlus |                                | Cernay-en-Dormois |

### Géologie et relief
La superficie de la commune est de 11,77 km2 ; son altitude varie de 123  à   192 mètres.

### Hydrographie

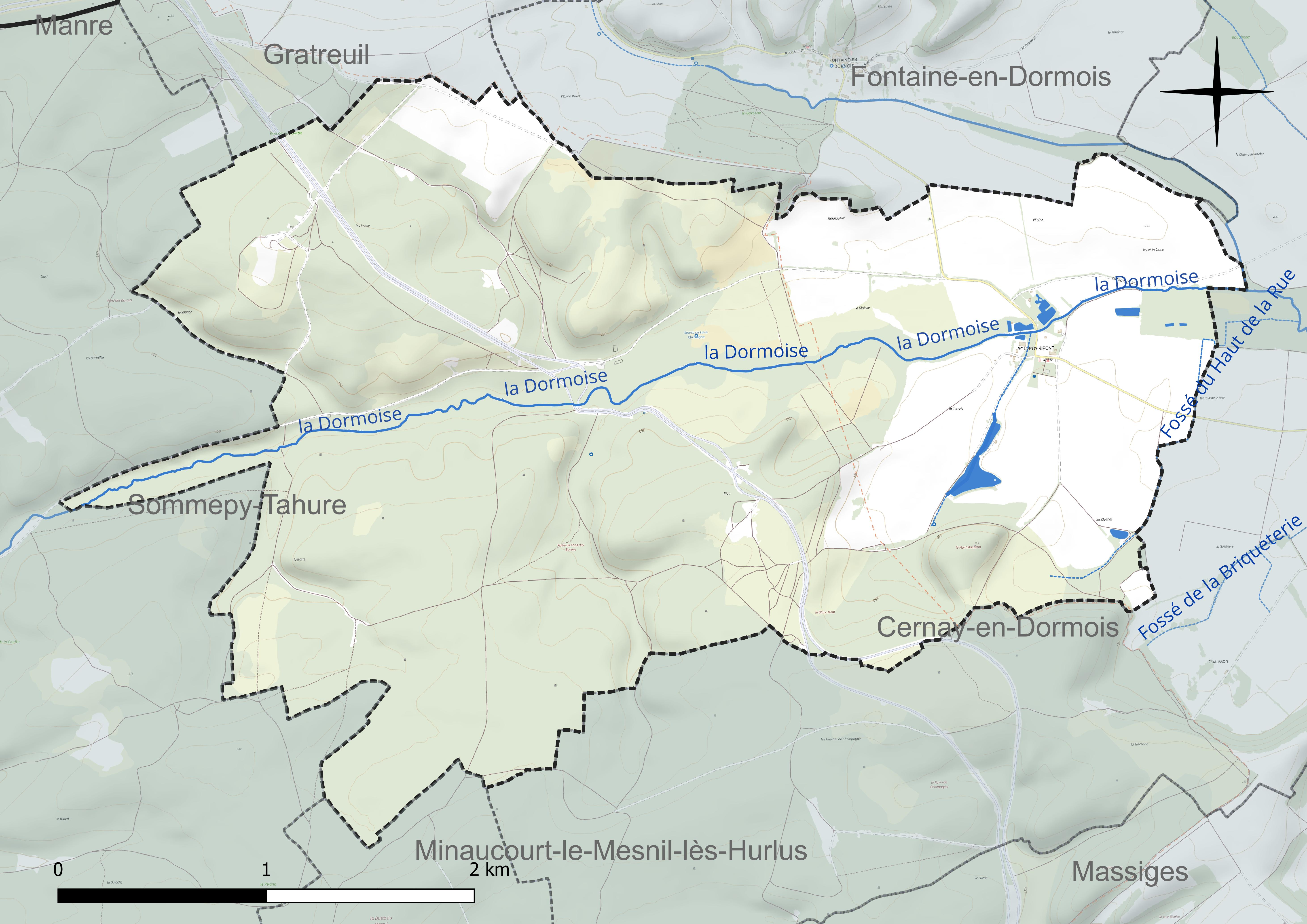
Réseau hydrographique de Rouvroy-Ripont.

La commune est dans la région hydrographique « la Seine du confluent de l'Oise (inclus) à l'embouchure » au sein du bassin Seine-Normandie.
Elle est drainée par la Dormoise, le cours d'eau 01 de la Corroie et le Fossé du Haut de la Rue,.
La Dormoise, d'une longueur de 17 km, prend sa source dans la commune de Sommepy-Tahure et se jette  dans l'Aisne à Autry, après avoir traversé cinq communes.

### Climat
Pour des articles plus généraux, voir Climat du Grand Est et Climat de la Marne.
En 2010, le climat de la commune est de type climat des marges montargnardes, selon une étude du Centre national de la recherche scientifique s'appuyant sur une série de données couvrant la période 1971-2000. En 2020, Météo-France publie une typologie des climats de la France métropolitaine dans laquelle la commune est exposée à un climat océanique altéré et est dans la région climatique Nord-est du bassin Parisien, caractérisée par un ensoleillement médiocre, une pluviométrie moyenne régulièrement répartie au cours de l’année et un hiver froid (3 °C).
Pour la période 1971-2000, la température annuelle moyenne est de 10,2 °C, avec une amplitude thermique annuelle de 15,8 °C. Le cumul annuel moyen de précipitations est de 822 mm, avec 12,7 jours de précipitations en janvier et 8,9 jours en juillet. Pour la période 1991-2020, la température moyenne annuelle observée sur la station météorologique de Météo-France la plus proche, « Montcheutin_sapc », sur la commune de Montcheutin à 10 km à vol d'oiseau, est de 11,0 °C et le cumul annuel moyen de précipitations est de 721,9 mm. 
La température maximale relevée sur cette station est de 41,2 °C, atteinte le 25 juillet 2019 ; la température minimale est de −15,5 °C, atteinte le 20 décembre 2009,,.
Les paramètres climatiques de la commune ont été estimés pour le milieu du siècle (2041-2070) selon différents scénarios d'émission de gaz à effet de serre à partir des nouvelles projections climatiques de référence DRIAS-2020. Ils sont consultables sur un site dédié publié par Météo-France en novembre 2022.

## Urbanisme

### Typologie
Au 1er janvier 2024, Rouvroy-Ripont est catégorisée commune rurale à habitat très dispersé, selon la nouvelle grille communale de densité à sept niveaux définie par l'Insee en 2022.
Elle est située hors unité urbaine et hors attraction des villes,.

### Occupation des sols

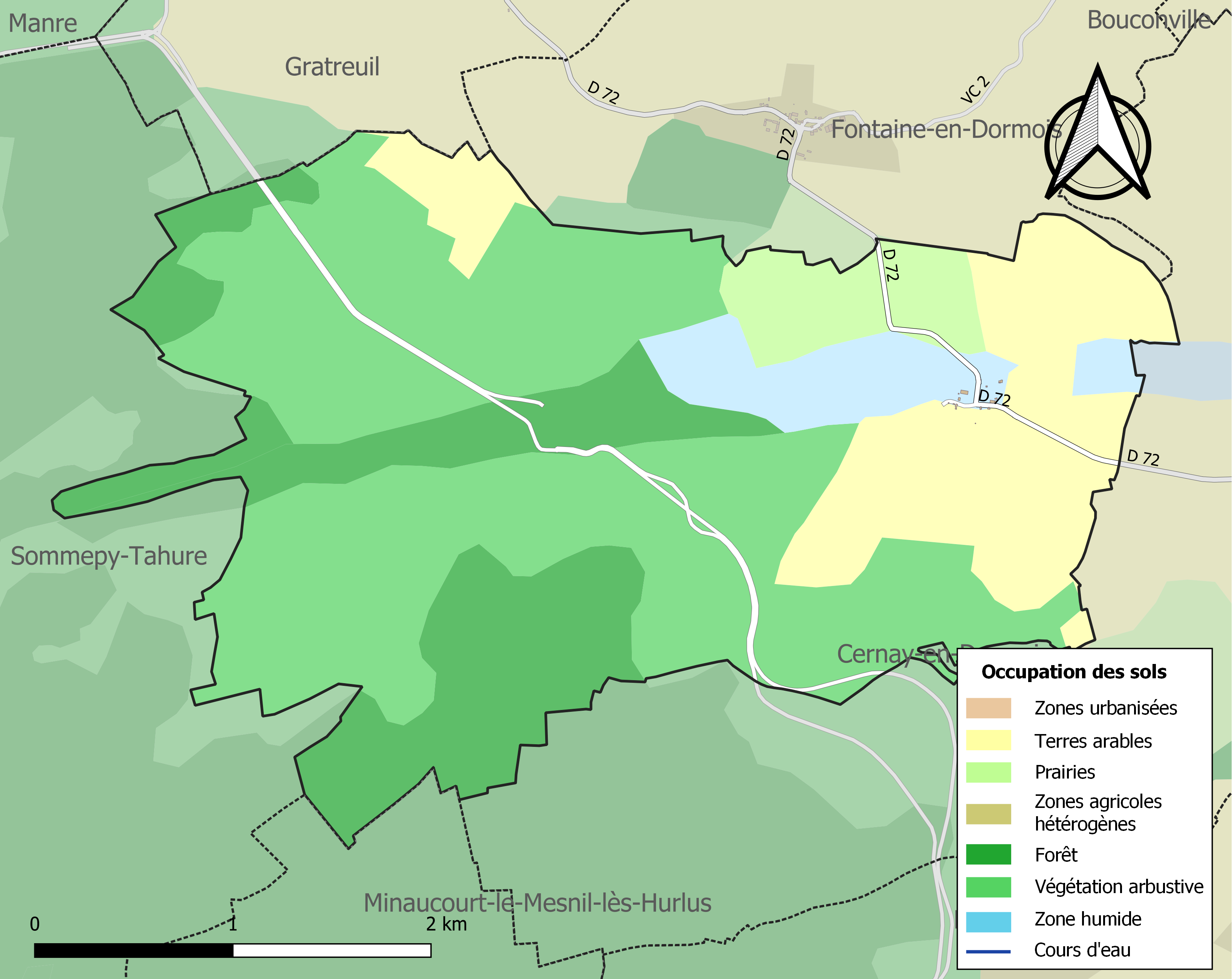
Carte des infrastructures et de l'occupation des sols de la commune en 2018 (CLC).

L'occupation des sols de la commune, telle qu'elle ressort de la base de données européenne d’occupation biophysique des sols Corine Land Cover (CLC), est marquée par l'importance des forêts et milieux semi-naturels (70,4 % en 2018), une proportion sensiblement équivalente à celle de 1990 (71 %). La répartition détaillée en 2018 est la suivante : 
milieux à végétation arbustive et/ou herbacée (50 %), forêts (20,4 %), terres arables (18,2 %), zones humides intérieures (6,3 %), prairies (5,1 %). L'évolution de l’occupation des sols de la commune et de ses infrastructures peut être observée sur les différentes représentations cartographiques du territoire : la carte de Cassini (XVIIIe siècle), la carte d'état-major (1820-1866) et les cartes ou photos aériennes de l'IGN pour la période actuelle (1950 à aujourd'hui).

### Habitat et logement
En 2021, le nombre total de logements dans la commune était de 4, alors qu'il était de 5 en 2016 et de 7 en 2011.
Parmi ces logements, 52,9 % étaient des résidences principales, 23,5 % des résidences secondaires et 23,5 % des logements vacants. Ces logements étaient  tous des maisons individuelles.
Le tableau ci-dessous présente la typologie des logements à Rouvroy-Ripont en 2021 en comparaison avec celle de la Marne et de la France entière. Une caractéristique marquante du parc de logements est ainsi une proportion de résidences secondaires et logements occasionnels (23,5 %) supérieure à celle du département (3,4 %) et à celle de la France entière (9,7 %).
| Typologie                                               | Rouvroy-Ripont | Marne | France entière |
| ------------------------------------------------------- | -------------- | ----- | -------------- |
| Résidences principales (en %)                           | 52,9           | 87,5  | 82,2           |
| Résidences secondaires et logements occasionnels (en %) | 23,5           | 3,4   | 9,7            |
| Logements vacants (en %)                                | 23,5           | 9,1   | 8,1            |

## Toponymie

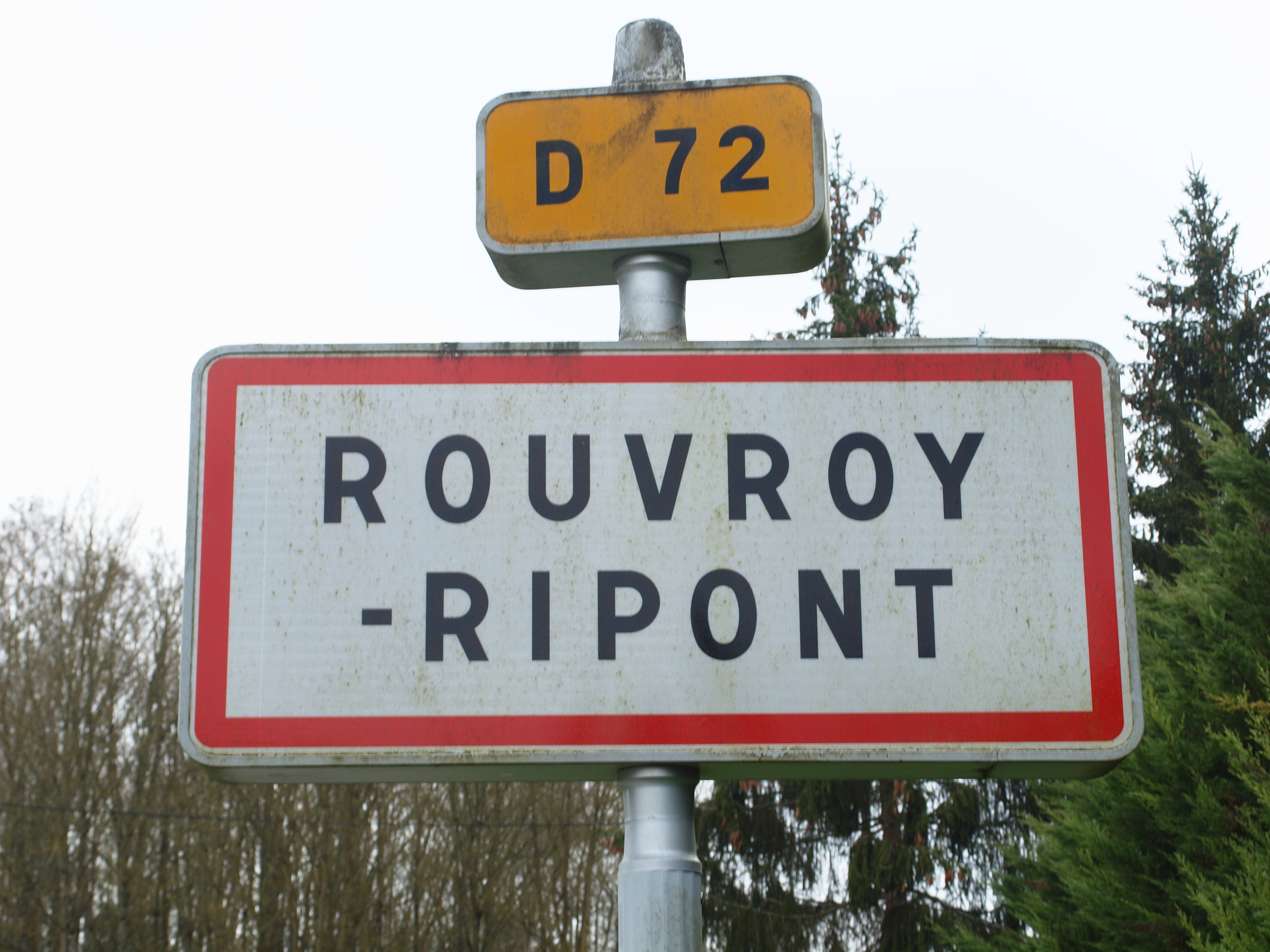

- Rouvroy est attesté sous les formes Rovroi (1217) ; Rouvretum (1246) ; Rouvroi (1253) ; Rouvray (1346) ; Terra nuncupata l'Aham de Rouvroy…, eadem censa de Rouvroy (1529) ; Les terres appellées Rouvroy, assizes assez proche de Sommetourbe et de Sommesuippes (1662) ; La ferme de Rouvroy (1766) ; Rouvroy-sur-Dormoise (1845)[16].

De l'oïl rouvroi « lieu où croissent des rouvres, genre de chêne », variante plutôt orientale et picarde de rouvrai, plus répandu à l'ouest.
- Ripont, village détruit en 1914-1918, est attesté sous les formes Reipons (1250) ; Repont (1248) ; Rippont, Rippons (1346) ; Ripo[n]t, Ripon (1538)[18].

Ce toponyme est issu du latin Rivus qui en langue d'oïl évoluera vers Ri, Ru. Ripont est donc le « pont sur le ruisseau » ( pont enjambant la Dormoise ).

## Histoire

### Antiquité
- Ancien site gaulois.

### Ancien Régime

#### Rouvroy
Le village de Rouvroy est mentionné en 1217 dans le cartulaire de saint Rémi de Reims. Il relève de l'élection de Reims et de la coutume de Vitry ; l'église paroissiale dépend du diocèse de Reims et du doyenné de Cernay-en-Dormois.

#### Ripont
Celui de Ripont est mentionné en 1250 dans le cartulaire de Moiremont ; en 1789, il est, comme Rouvroy, dans  l'élection de Reims et suit la coutume de Vitry.
L'église paroissiale, qui a été une annexe de celle de Rouvroy, relève du diocèse de Reims et du doyenné de Cernay-en-Dormois

### Époque contemporaine
L'église paroissiale de Rouvroy, qui avait été réparée vers 1688, est reconstruite en 1848.
L'église Saint-Christophe de Ripont est reconstruite en 1860 sur les plans de de l. Collin, architecte à Epernay et restaurée en 1880. Un pèlerinage annuel à Saint-Christophe s'y tenait.
Ripont est occupé de septembre 1914 à septembre 1918 par les troupes allemandes et a subi pendant quatre ans le pilonnage de l'artillerie française.
Rouvroy et Ripont sont considérés comme totalement détruits à la fin de la Première Guerre mondiale, et sont chacun décorés de la Croix de guerre 1914-1918, le 1er octobre 1920.
Par décret du juin 1950, à l'occasion de la création du camp militaire de Suippes, Rouvroy absorbe la commune Ripont, dont le village n'avait pas été reconstruit après la Première Guerre mondiale — et qui n'avait plus d'habitant recensés depuis 1921 — et prend le nom de Rouvroy-Ripont. En effet, le territoire de Ripont se trouve désormais dans l'enceinte du camp militaire.

## Politique et administration

### Rattachements administratifs et électoraux

#### Rattachements administratifs
La commune se trouvait de 1801 à 1926 puis de 1940 à 2017  depuis 1926 dans l'arrondissement de Sainte-Menehould du département de la Marne. Par décret du 29 mars 2017, l'arrondissement de Sainte-Menehould est supprimé et la commune est intégrée à l'arrondissement de Châlons-en-Champagne
Elle faisait partie depuis 1801 du canton de Ville-sur-Tourbe. Dans le cadre du redécoupage cantonal de 2014 en France, cette circonscription administrative territoriale a disparu, et le canton n'est plus qu'une circonscription électorale.

#### Rattachements électoraux
Pour les élections départementales, la commune fait partie depuis 2014 du canton d'Argonne Suippe et Vesle.
Pour l'élection des députés, elle fait partie de la quatrième circonscription de la Marne.

### Intercommunalité
La commune, antérieurement membre de la communauté de communes du canton de Ville-sur-Tourbe, est membre, depuis le 1er janvier 2014, de la CC de l'Argonne Champenoise.
En effet, conformément au schéma départemental de coopération intercommunale de la Marne du 15 décembre 2011, cette communauté de communes de l'Argonne Champenoise est issue de la fusion, au 1er janvier 2014, de : 
- la communauté de communes du Canton de Ville-sur-Tourbe ;
- de la Communauté de communes de la Région de Givry-en-Argonne ;
- et de la Communauté de communes de la Région de Sainte-Menehould.

Les communes isolées de Cernay-en-Dormois, Les Charmontois, Herpont et Voilemont ont également rejoint l'Argonne Champenoise à sa création.

### Liste des maires
| Période | Période  | Identité         | Étiquette | Qualité      |
| ------- | -------- | ---------------- | --------- | ------------ |
|         |          |                  |           |              |
|         | 2001     | Jean Lacabanne   |           |              |
| 2001    | 2020     | Pierre Collot    | SE        |              |
| 2020    | En cours | Catherine Collot | SE        | Agricultrice |

## Équipements et services publics

### Eau et assainissement
L'adduction en eau du village est assurée par un raccordement sur le réseau de Fontaine-en-Dormois.

### Enseignement
Les enfants de la commune sont scolarisés, s'il y en a, à l'école de Ville-sur-Tourbe.

## Population et société

### Démographie
Les habitants sont les crapouillas.

#### Évolution démographique
L'évolution du nombre d'habitants est connue à travers les recensements de la population effectués dans la commune depuis 1793. Pour les communes de moins de 10 000 habitants, une enquête de recensement portant sur toute la population est réalisée tous les cinq ans, les populations de référence des années intermédiaires étant quant à elles estimées par interpolation ou extrapolation. Pour la commune, le premier recensement exhaustif entrant dans le cadre du nouveau dispositif a été réalisé en 2004.

En 2022, la commune comptait 3 habitants, en évolution de −70 % par rapport à 2016 (Marne : −1,19 %, France hors Mayotte : +2,11 %).
| 1793 | 1800 | 1806 | 1821 | 1831 | 1836 | 1841 | 1846 | 1851 |
| ---- | ---- | ---- | ---- | ---- | ---- | ---- | ---- | ---- |
| 111  | 117  | 135  | 128  | 164  | 173  | 169  | 177  | 176  |

| 1856 | 1861 | 1866 | 1872 | 1876 | 1881 | 1886 | 1891 | 1896 |
| ---- | ---- | ---- | ---- | ---- | ---- | ---- | ---- | ---- |
| 156  | 163  | 182  | 175  | 139  | 121  | 123  | 110  | 104  |

| 1901 | 1906 | 1911 | 1921 | 1926 | 1931 | 1936 | 1946 | 1954 |
| ---- | ---- | ---- | ---- | ---- | ---- | ---- | ---- | ---- |
| 92   | 85   | 82   | 6    | 10   | 16   | 13   | 7    | 8    |

| 1962 | 1968 | 1975 | 1982 | 1990 | 1999 | 2004 | 2006 | 2009 |
| ---- | ---- | ---- | ---- | ---- | ---- | ---- | ---- | ---- |
| 9    | 12   | 10   | 8    | 8    | 2    | 7    | 10   | 6    |

| 2014 | 2019 | 2022 | - | - | - | - | - | - |
| ---- | ---- | ---- | - | - | - | - | - | - |
| 8    | 4    | 3    | - | - | - | - | - | - |

#### Pyramide des âges
La population de la commune est âgée.
En 2018, le taux de personnes d'un âge inférieur à 30 ans s'élève à 0,0 %, soit en dessous de la moyenne départementale (36,9 %). À l'inverse, le taux de personnes d'âge supérieur à 60 ans est de 100,0 % la même année, alors qu'il est de 25,3 % au niveau départemental.
En 2018, la commune comptait 3 hommes pour 3 femmes, soit un taux de 50 % de femmes, légèrement inférieur au taux départemental (51,6 %).
Les pyramides des âges de la commune et du département s'établissent comme suit.
| Hommes | Classe d’âge | Femmes |
| ------ | ------------ | ------ |
| 0,0    | 90 ou +      | 0,0    |
| 50,0   | 75-89 ans    | 0,0    |
| 50,0   | 60-74 ans    | 100,0  |
| 0,0    | 45-59 ans    | 0,0    |
| 0,0    | 30-44 ans    | 0,0    |
| 0,0    | 15-29 ans    | 0,0    |
| 0,0    | 0-14 ans     | 0,0    |

| Hommes | Classe d’âge | Femmes |
| ------ | ------------ | ------ |
| 0,6    | 90 ou +      | 1,8    |
| 6,5    | 75-89 ans    | 9,2    |
| 16,5   | 60-74 ans    | 17,8   |
| 19,7   | 45-59 ans    | 19,1   |
| 18,6   | 30-44 ans    | 17,5   |
| 19,9   | 15-29 ans    | 18,2   |
| 18,2   | 0-14 ans     | 16,6   |

## Culture locale et patrimoine

### Lieux et monuments
- L'ancienne église Saint-Maurice de Rouvroy est totalement détruite durant la Première Guerre mondiale. Elle est reconstruite à son emplacement actuel en 1937. Le tympan porte la signature du sculpteur Charles Mary[39].

Elle contient une statue du XVIIe siècle représentant saint Maurice d'Agaune.
- Des vestiges de l'ancienne église Saint-Christophe de Ripont, elle, n'a pas été reconstruite après sa destruction en 1914-1918. Des fragments d'ogives de l'église sont exposés sur le talus à gauche de l'église paroissiale de Sommepy-Tahure[21].
- La mairie édifiée vers 1930 remplace l'ancienne mairie-école détruite durant la guerre[40].
- Monument à la mémoire du village de Ripont construit par le Touring Club de France  avec des matériaux issus des ruines du village et portant la mention « Ici fut Ripont détruit en 1914-1918 pendant l'invasion allemande »[22].
- Monuments aux morts de Ripont[22] et de Rouvroy.
- Monument allemand restauré en 1979 à la mémoire des soldats allemands tués dans le secteur de Ripont. Leurs sépultures ont été transférées au cimetière militaire allemand de Séchault[22].

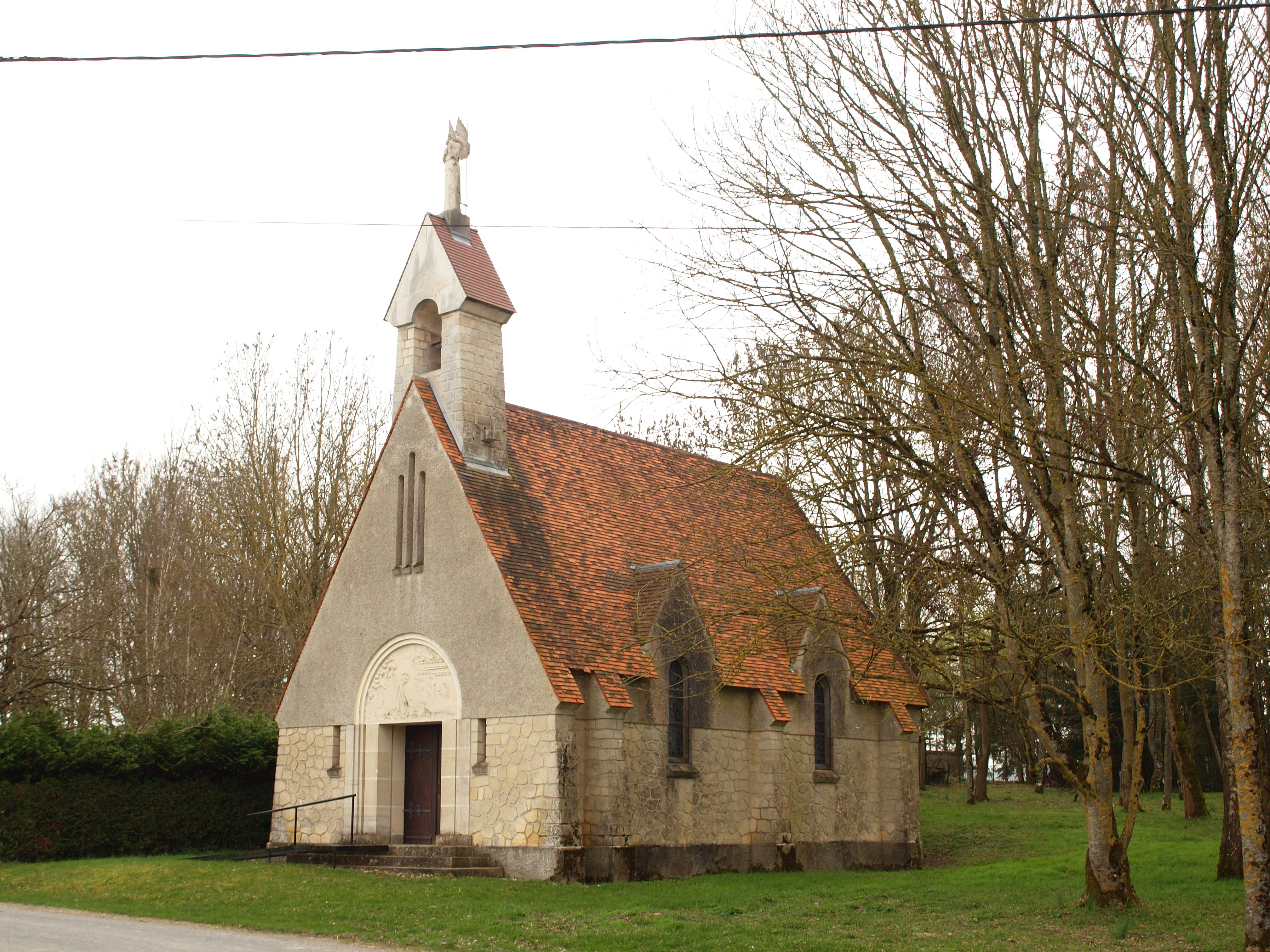
L'église...
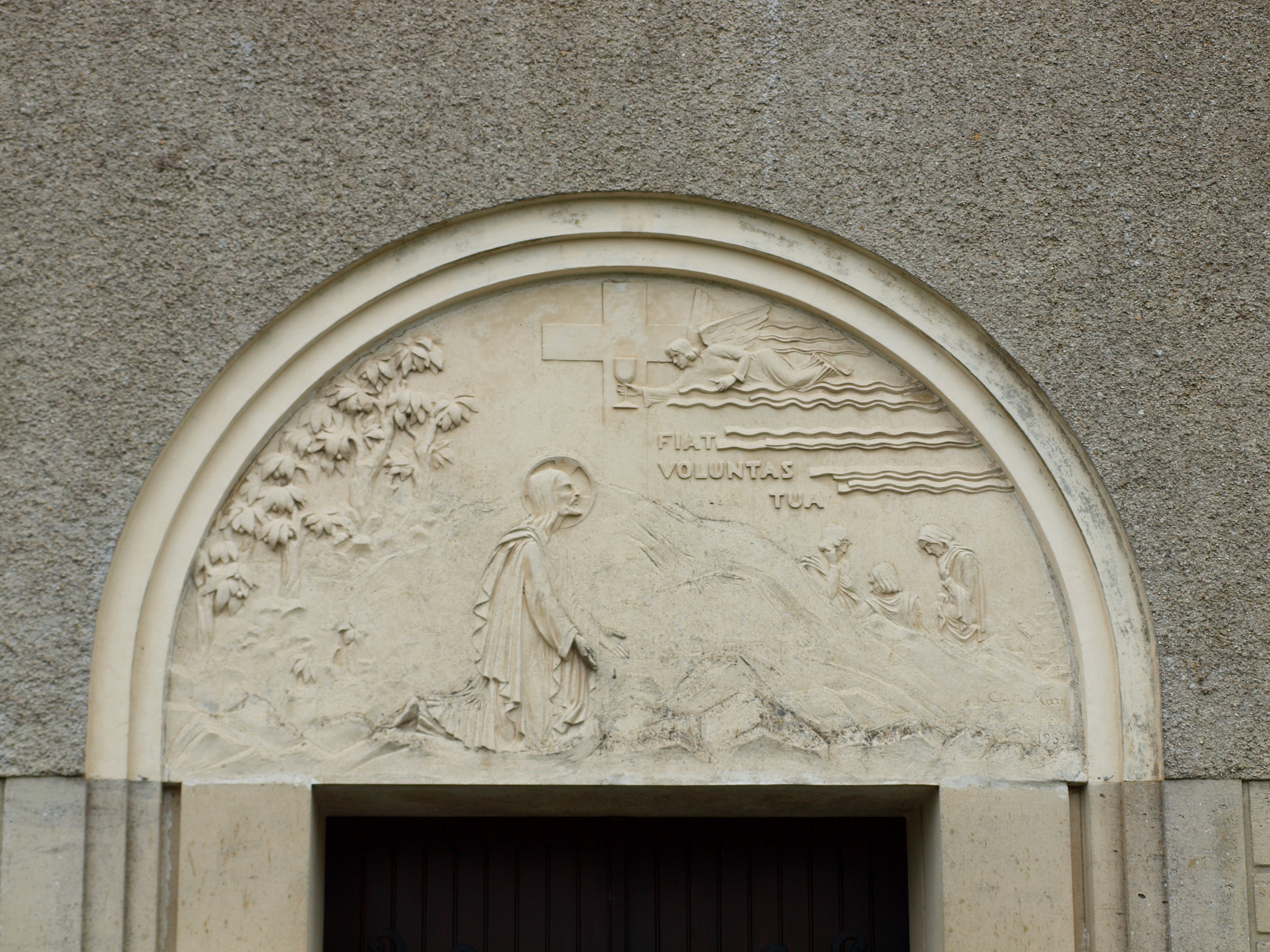
... et son tympan.
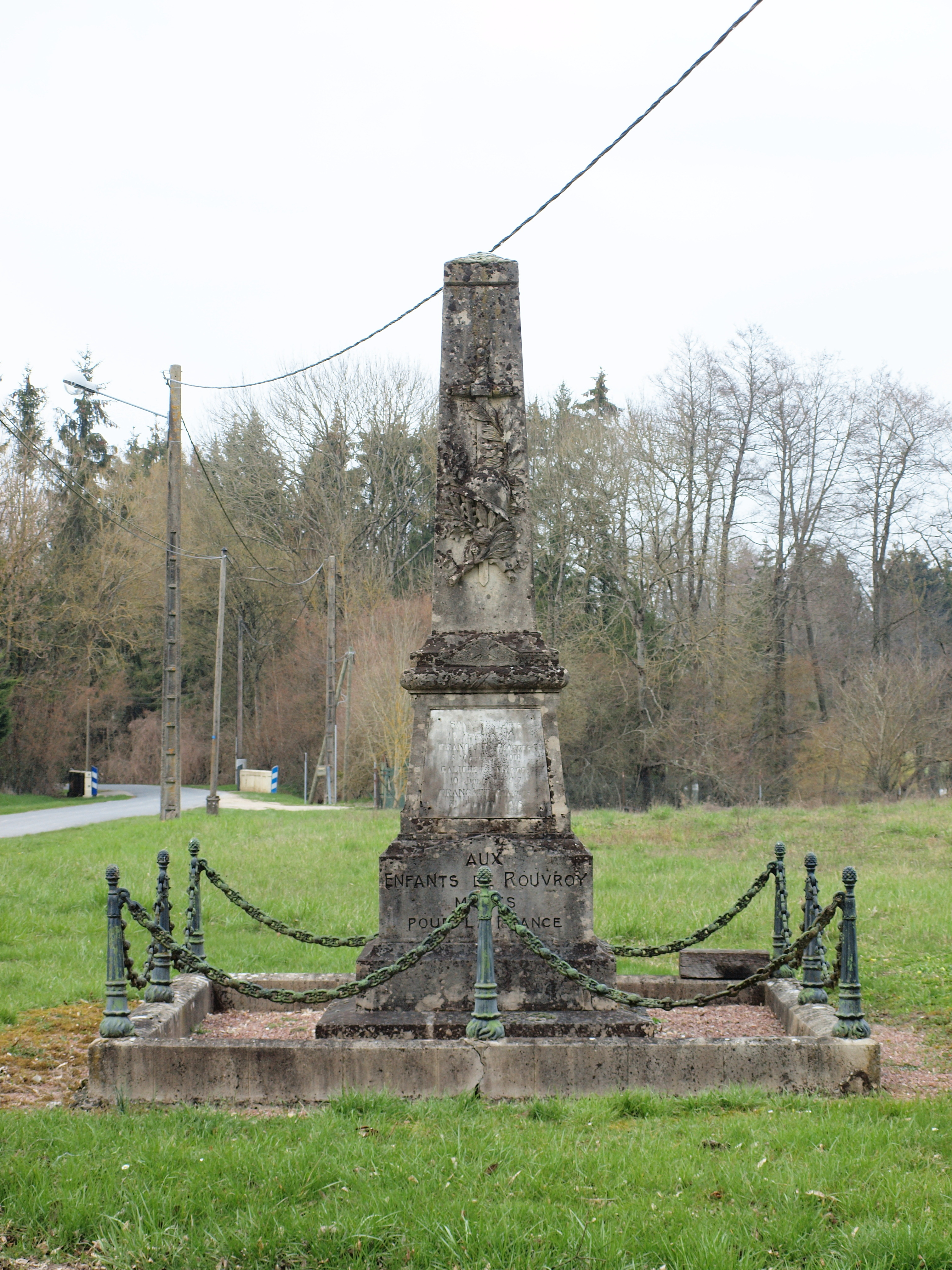
Le monument aux morts.
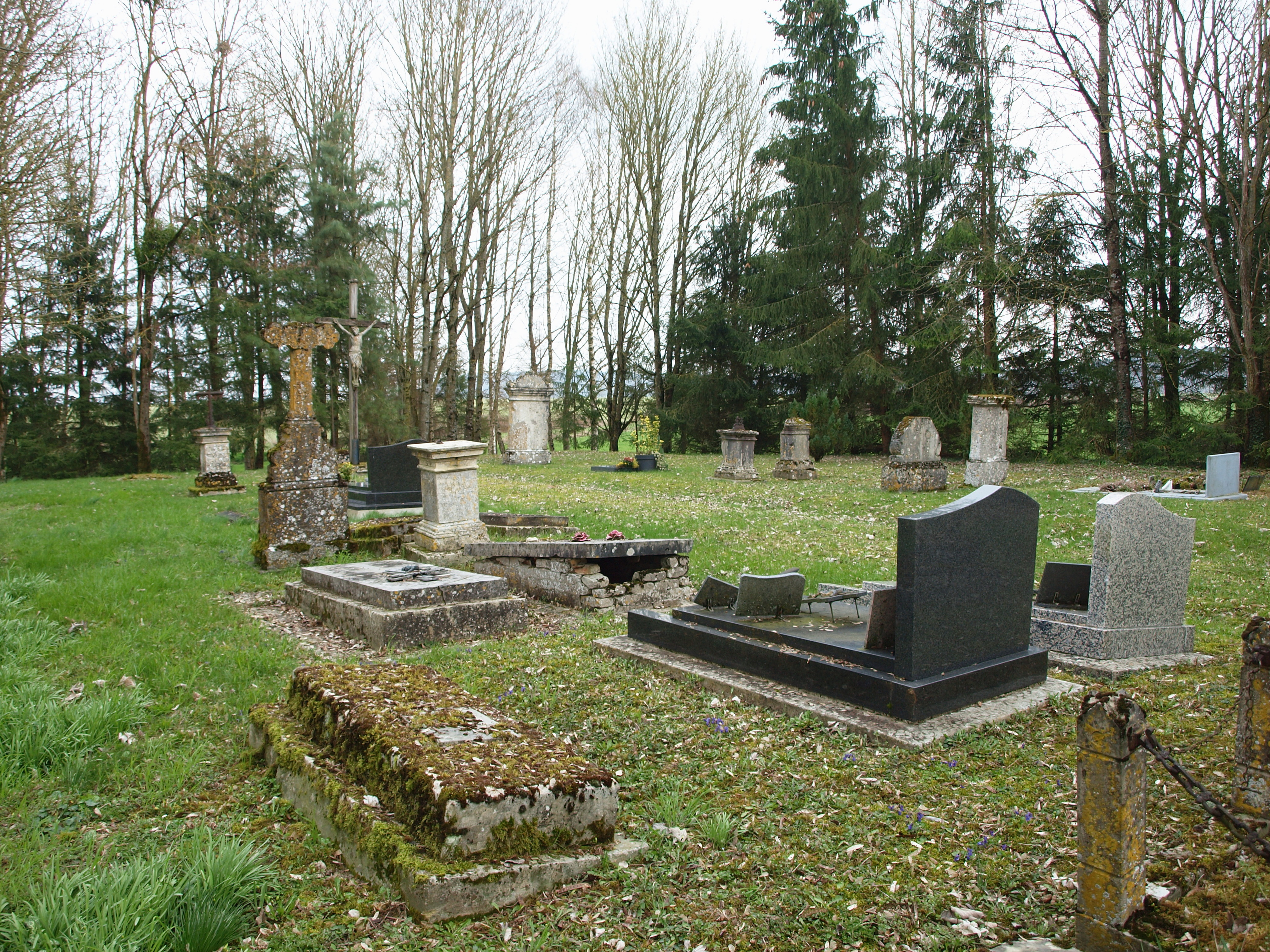
Le cimetière...
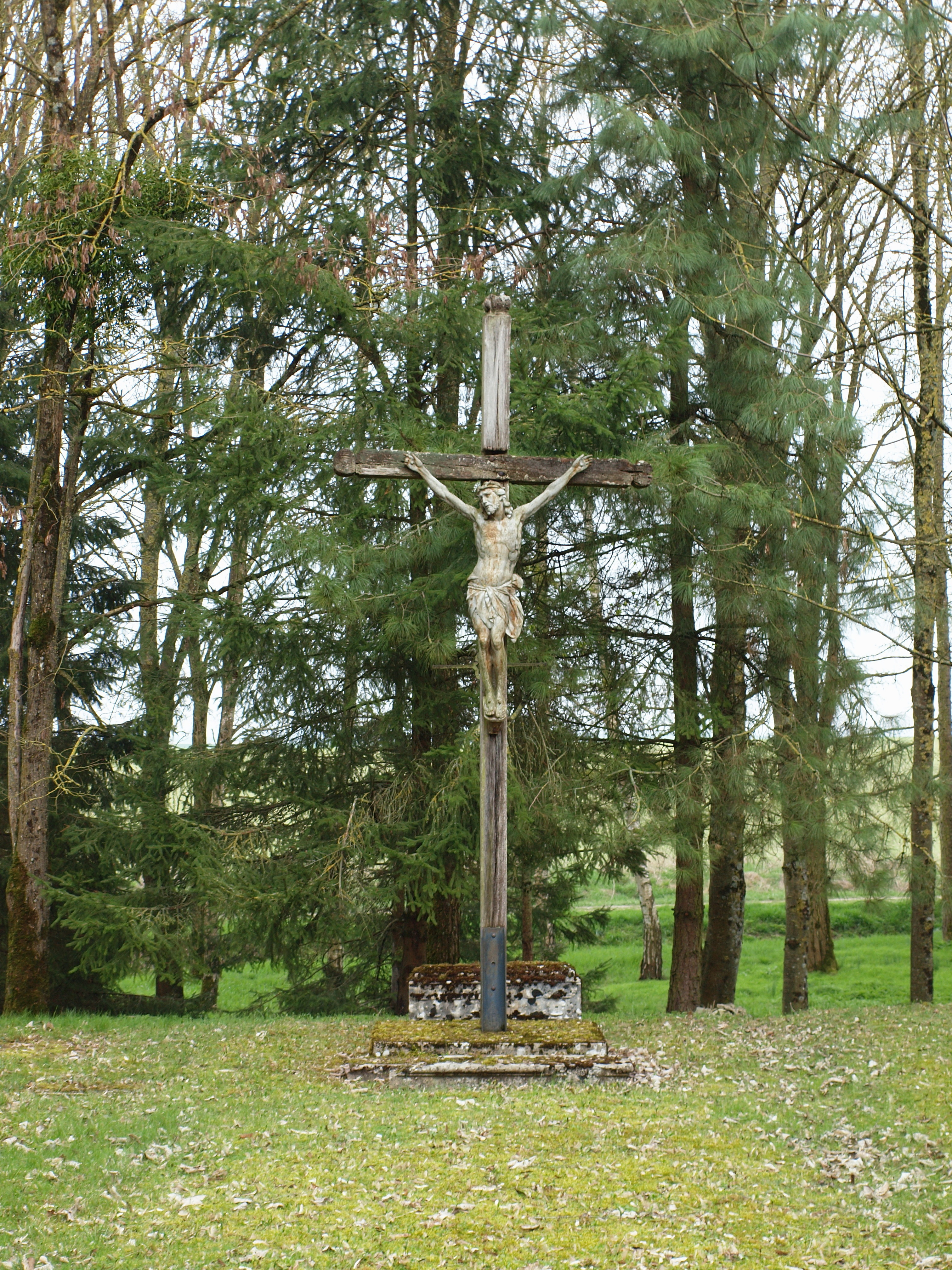
... et son calvaire.

## Pour approfondir